# Línea 160 (Rosario)
Enlace Noroeste es una línea de transporte urbano de pasajeros de la ciudad de Rosario, Argentina. El servicio es operado desde el 1° de enero de 2019 por la empresa Movi Rosario SAU. Anteriormente la Sociedad del Estado -SEMTUR- fue la encargada de prestar el servicio de esta línea.
Realiza un recorrido de enlace en el sector Noroeste de la ciudad. Funciona por método de transbordo, desde las demás líneas del Sistema de Transporte de Rosario.
Su recorrido cubre el de la antigua línea 73 de ómnibus(año 1950) y el de la línea 160 (en circulación hasta 2006, fusionada con línea 133).

## Recorridos

### Enlace Noroeste
06:00 - 21:30 Servicio diurno.
| STR+l | STR+r |

| STRf | BHF |

| BHF | STRg |

| STRf | BHF |

| STRf | BHF |

| STRf | HST |

| STRf | BHF |

| hKRZWae | hKRZWae |

| STRl | ABZg+r |

|  | BHF |

| lDAMPF | BHF |

|  | STR+lBUEq |

|  | HST |

|  | HST |

|  | HST |

| BUS2 | KBHFe |